# Adolf Voll

Adolf Voll

Adolf Voll (* 15. Mai 1881 in München; † 22. März 1965 in Fürstenfeldbruck) war ein deutscher Architekt, Stadtplaner und Designer. Er war von 1907 bis 1953 in Fürstenfeldbruck tätig und prägte das Stadtbild wesentlich. Neben seinen kommunalpolitischen Aktivitäten vor und nach der Zeit des Nationalsozialismus war er vor allem kulturell engagiert und gründete mehrere Vereine, darunter die Fürstenfeldbrucker Künstlervereinigung.

## Leben

### Familie
Adolf Voll wurde als am 15. Mai 1881 in München geboren und hatte fünf Schwestern. Sein Vater, Karl Voll, war Dekorationsmaler und betrieb ein Geschäft in der Münchner Innenstadt.

### Ausbildung und Studium

Adolf Voll in jüngeren Jahren (Ausschnitt aus einem Gruppenbild)

Von Volls Kindheit und Jugend ist nicht viel bekannt, lediglich sein schulischer Werdegang ist dokumentiert. Er besuchte von 1894 bis 1898 die Luitpold-Kreisrealschule in München und absolvierte von Oktober 1901 bis September 1902 seinen Wehrdienst als Einjährig-Freiwilliger. Zunächst studierte er an der Baugewerkschule Stuttgart und dann im Wintersemester 1903/1904 an der Technischen Hochschule Stuttgart. Hier zählte unter anderem Theodor Fischer zu seinen Lehrern. Im Wintersemester 1904/1905 setzte er das Studium an der Technischen Hochschule München fort und hörte dort die Vorlesungen über Hochbaukonstruktionslehre bei Emil von Mecenseffy, über Innere Dekoration bei Joseph Bühlmann, über Landwirtschaftliche Baukunde bei Fritz Jummerspach und über Bürgerliche Baukunst bei Carl Hocheder.
Man kann davon ausgehen, dass vor allem Theodor Fischer Einfluss auf Voll hatte und ihn mit der Reformarchitektur, ihrer Einfachheit und Schlichtheit, und den Ideen der Gartenstadtbewegung vertraut machte.

### Beruflicher Werdegang

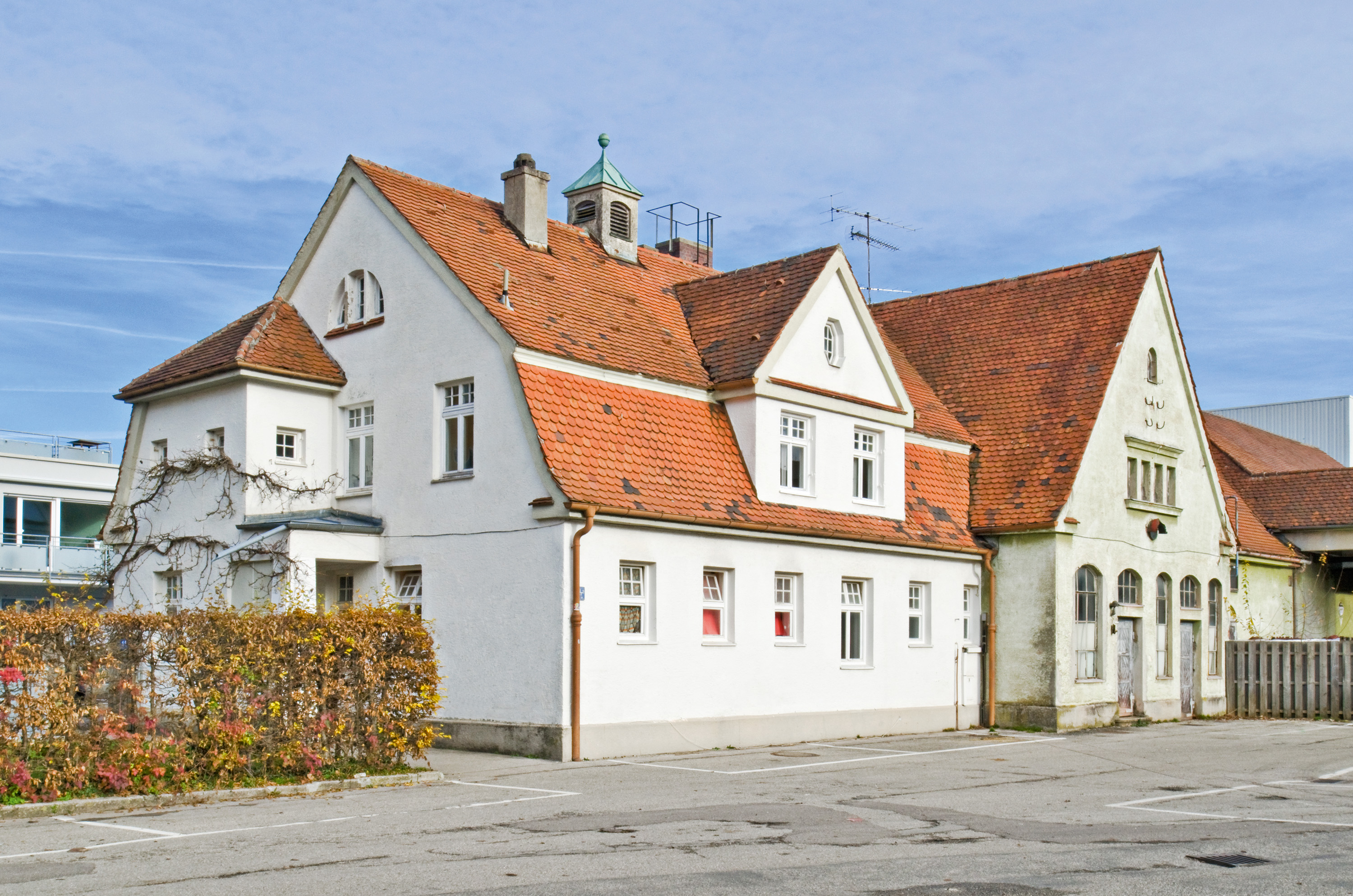
Warmbad am Alten Schlachthof, Auf der Lände 11, Fürstenfeldbruck, erbaut 1911

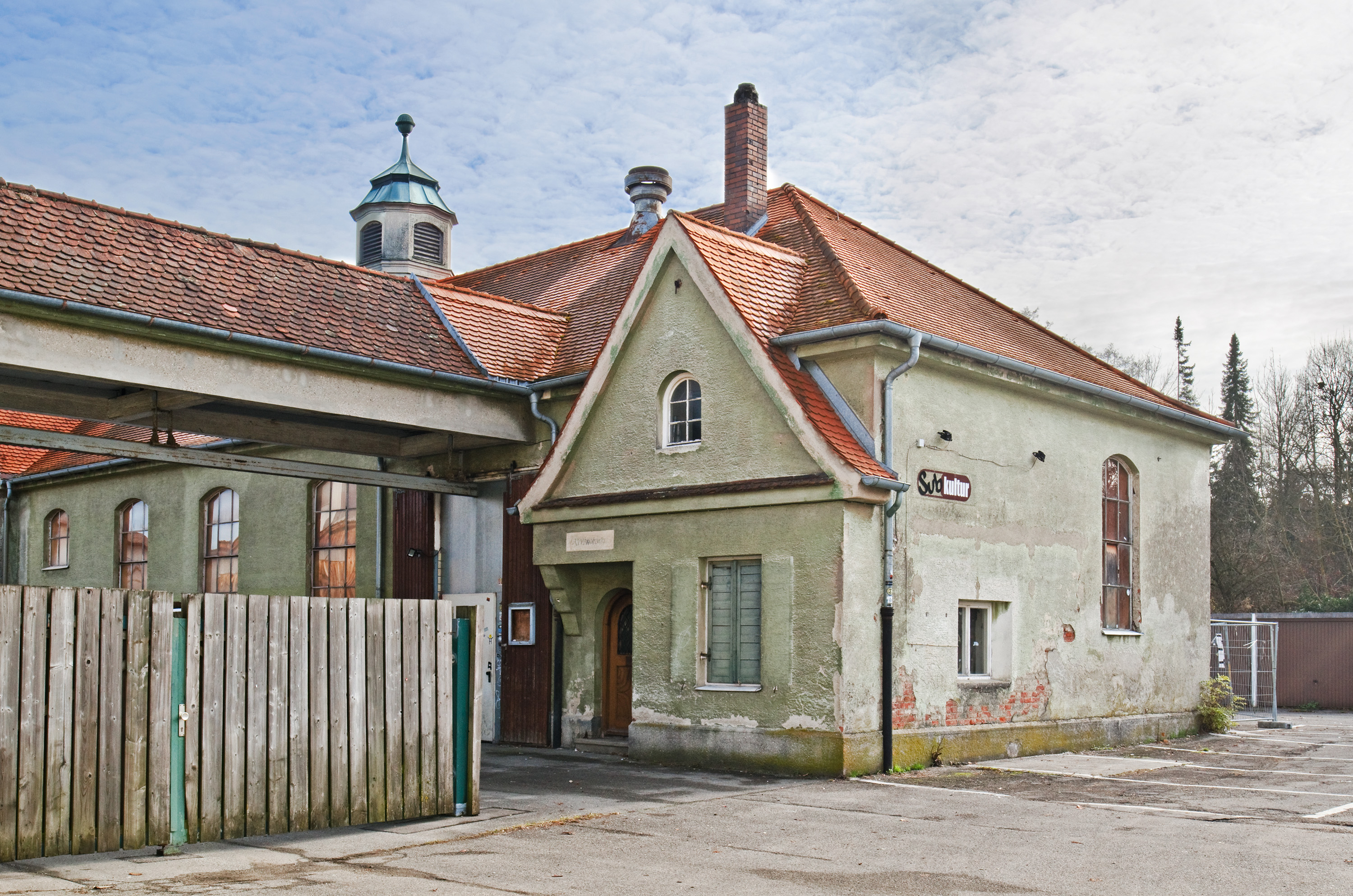
Warmbad am Alten Schlachthof, Auf der Lände 7, Fürstenfeldbruck, erbaut 1911, heute als Konzertsaal genutzt von Subkultur e.V.

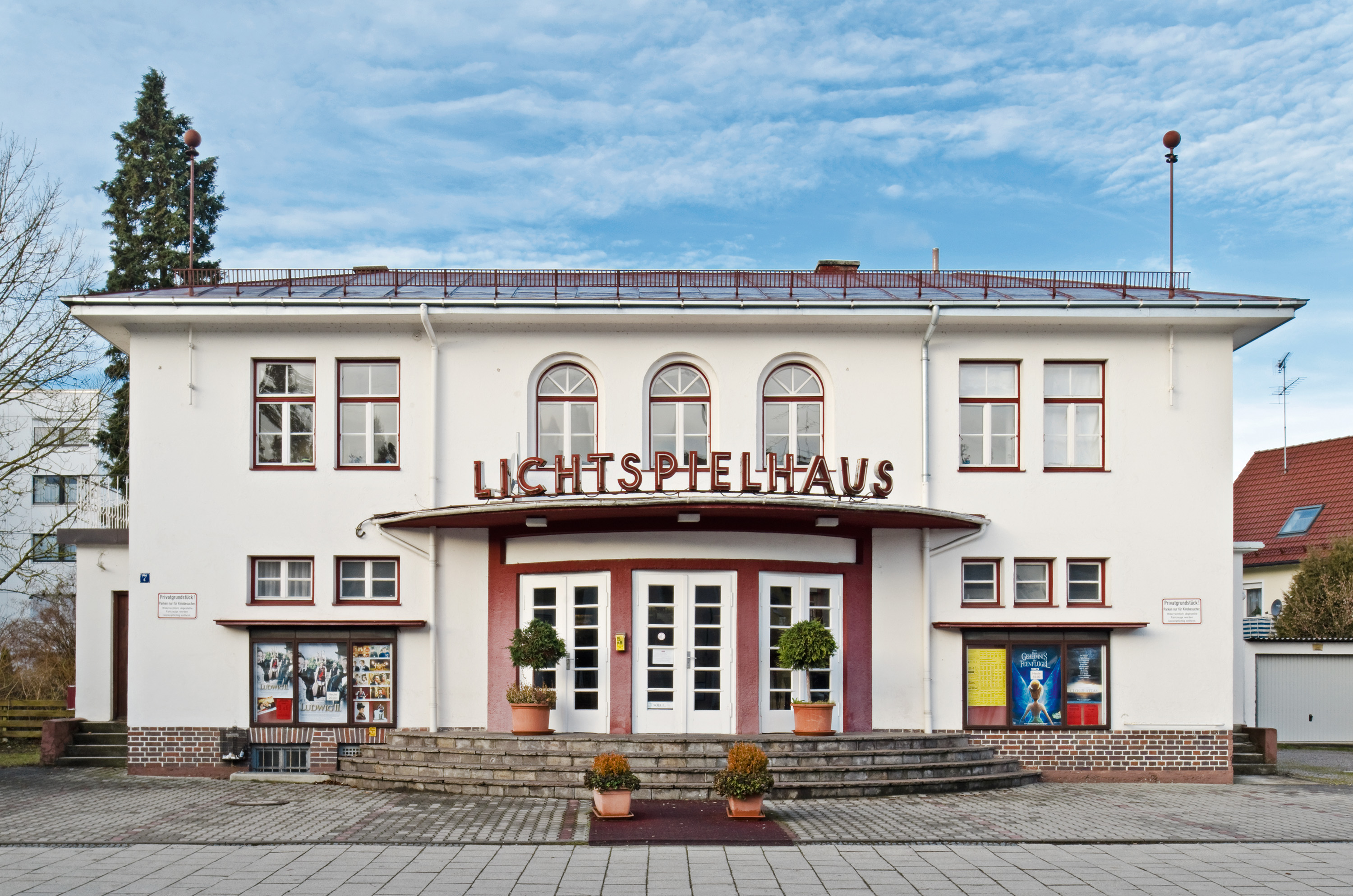
Lichtspielhaus in Fürstenfeldbruck, Maisacher Straße 7, erbaut 1930

Voll arbeitete ab 1907 als freiberuflicher Architekt in Fürstenfeldbruck. Aus demselben Jahr stammt sein erster bekannter Planungsauftrag: das Wohnhaus an der heutigen Dachauer Straße 63 für den Maler Eugen von Ruckteschell (1850–1928).
1908 erhielt Voll das „Bürgerrecht“ in Fürstenfeldbruck, am 29. März desselben Jahres heiratete er die Malerin Ernestine Josepha Ortlieb, genannt Erna. Von 1909 bis 1910 erbaute er an der Emmeringer Straße sein eigenes Wohnhaus.
Nach anfänglichen Diskussionen wurde Voll mit der Planung des neuen städtischen Schlachthofs beauftragt, der 1911 fertig gestellt wurde.
Bis zum Ersten Weltkrieg, in dem Adolf Voll Kriegsdienst leistete, wurden einige Künstler in Fürstenfeldbruck sesshaft. Darunter Maler wie Henrik Moor, der mit der Familie Voll befreundet war und das Ehepaar porträtierte. Die Künstler ließen durch den Bau der ersten Landhäuser und Villen entlang der Amper Villenkolonien entstehen. Adolf Voll plante einige dieser Künstlervillen. 1930 erbaute Voll das Lichtspielhaus in Fürstenfeldbruck.
Adolf Voll war Mitglied im Bund Deutscher Architekten (BDA), der 1933/1934 im Zuge der Gleichschaltung in die Fachgruppe Baukunst (auch Fachgruppe Architekten) der Reichskammer der Bildenden Künste überführt wurde. Die Mitgliedschaft in der Kammer war die gesetzliche Voraussetzung, um während der Zeit des Nationalsozialismus selbständig als Architekt zu arbeiten. Sowohl der NSDAP als auch dem neu gegründeten, an den nationalsozialistischen Kulturidealen  ausgerichteten Fürstenfeldbrucker Kunstring trat Adolf Voll aus Überzeugung nicht bei. Dies führte zwar zu einem Rückgang, allerdings nicht zu einem vollständigen Ausbleiben von privaten und öffentlichen Aufträgen.
Adolf Voll war ein vielseitiger Planer, der sowohl prächtige und repräsentative Villen als auch Wohnungsbauten für die einfache Bevölkerung erbaute. Zu seinem Aufgabengebiet gehörten auch städtebauliche Planungen sowie technische Bauaufgaben. Zu den „Stammkunden“ unter seinen Bauherrn gehörte unter anderem der Magistrat der Gemeinde Fürstenfeldbruck.

### Kulturelles Engagement
Adolf Voll beteiligte sich aktiv am kulturellen Leben in Fürstenfeldbruck. Er gründete den örtlichen Verkehrsverein, der den Fremdenverkehr fördern sollte. Ziel war außerdem, der Stadt kulturellen Aufschwung zu verschaffen und Kunstausstellungen zu veranstalten. Voll war auch Vorsitzender des Fürstenfeldbrucker Verschönerungsvereins.
1924 war Adolf Voll an der Gründung der Künstlervereinigung Fürstenfeldbruck beteiligt. Sein Freund, der Maler Max Landschreiber (1880–1961), wurde erster Vorstand. Sie organisierten bis zur Gleichschaltung durch die Nationalsozialisten 1933 einige Verkaufsausstellungen und gesellige Feste in Fürstenfeldbruck.

### Politisches Engagement
Politisch war Adolf Voll von 1920 bis 1929 Mitglied der Zentrumspartei und als zweiter Bürgermeister von Fürstenfeldbruck tätig. Der NSDAP trat er nicht bei und zog sich aus der Kommunalpolitik und dem öffentlichen Leben zurück. Im Zweiten Weltkrieg wurde er nicht zum Kriegsdienst eingezogen. Nach dem Krieg saß er als Mitglied der CSU von 1946 bis 1948 im Stadtrat von Fürstenfeldbruck und war dort als Kulturreferent tätig.

### Tod
Adolf Voll verstarb im Kreise seiner Familie am 22. März 1965 in Fürstenfeldbruck an den Folgen einer Krebserkrankung. Er wurde auf dem Alten Brucker Friedhof in Fürstenfeldbruck beigesetzt.

## Mitgliedschaften
- Gründungsmitglied des Verkehrsvereins Fürstenfeldbruck
- Vorsitzender des Verschönerungsvereins Fürstenfeldbruck
- Gründungsmitglied der Künstlervereinigung Fürstenfeldbruck
- Mitglied im Bund Deutscher Architekten (BDA) und in der Reichskammer der bildenden Künste
- 1920–1929 Mitglied in der Zentrumspartei, zeitweise zweiter Bürgermeister von Fürstenfeldbruck
- Mitglied der CSU, im Stadtrat von 1946 bis 1948, Kulturreferent[1]

## Bauten und Entwürfe
Die Liste nennt Bauten Adolf Volls sortiert nach Bauaufgaben, angegeben werden die Auftraggeber und das Jahr der Entwürfe. Wenn nicht anders angegeben, befinden sich die Bauwerke in Fürstenfeldbruck.

### Wohnhäuser

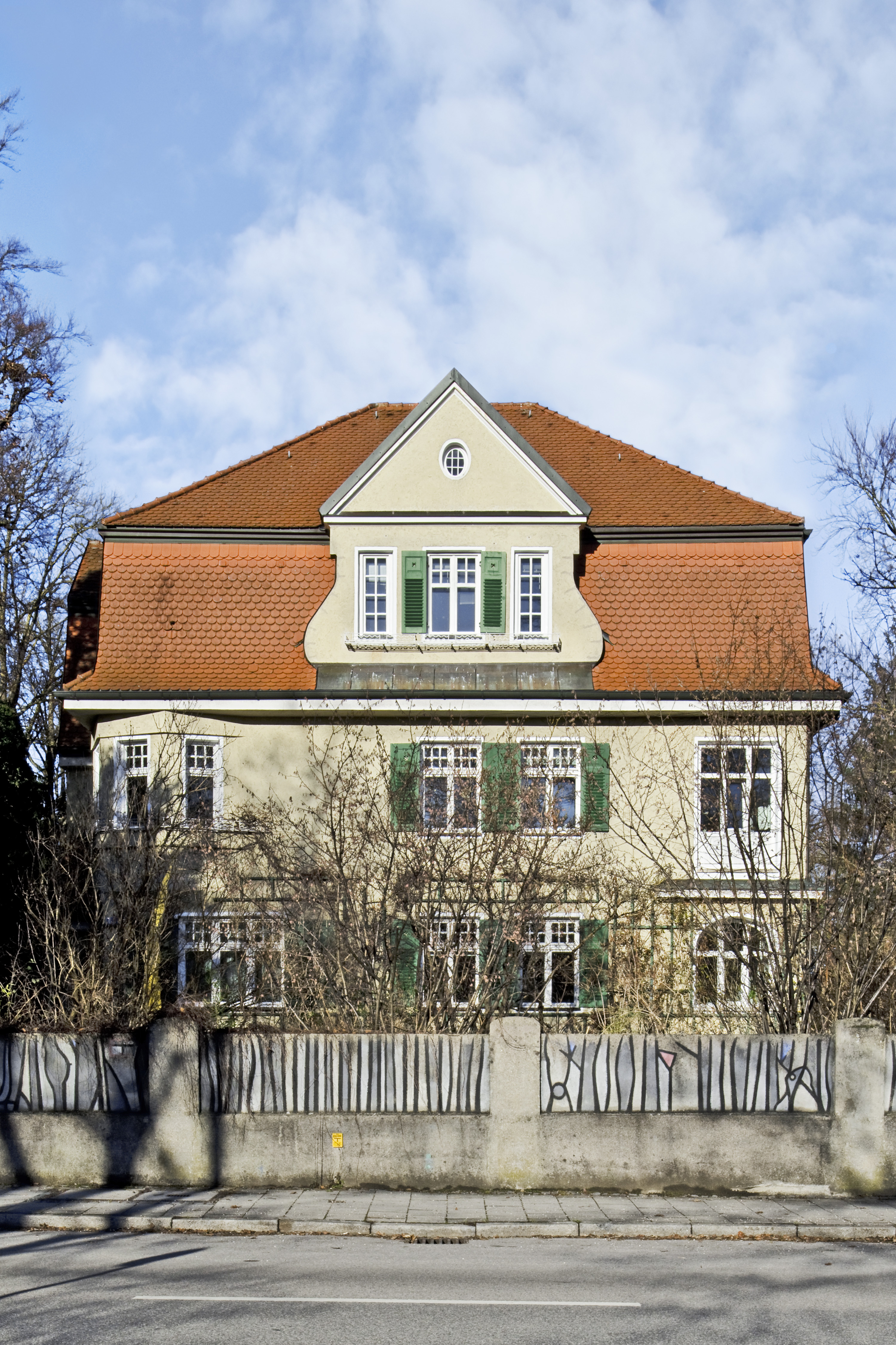
Dachauer Straße 63 (1907)
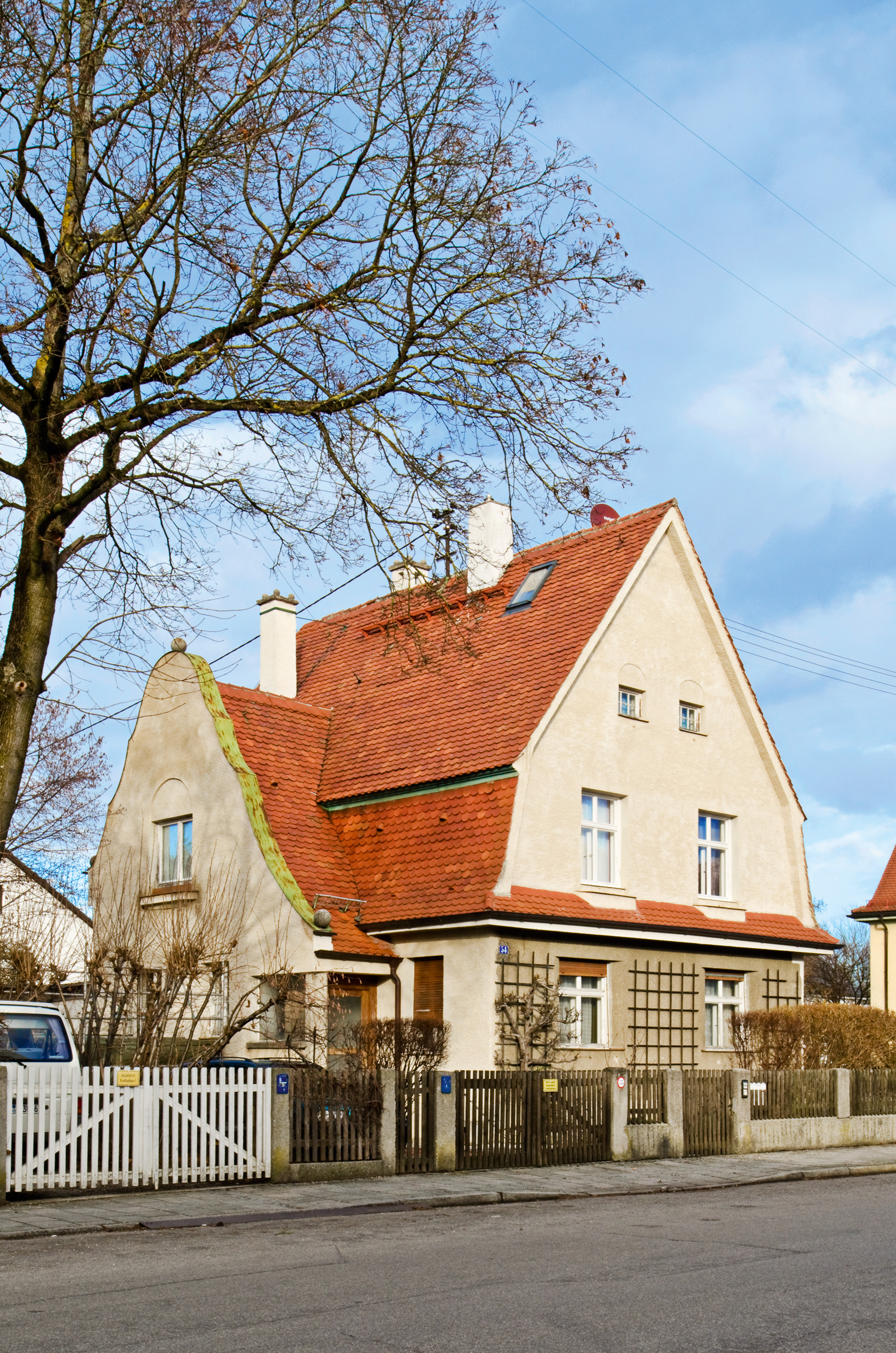
Pucher Straße 54 (1912)
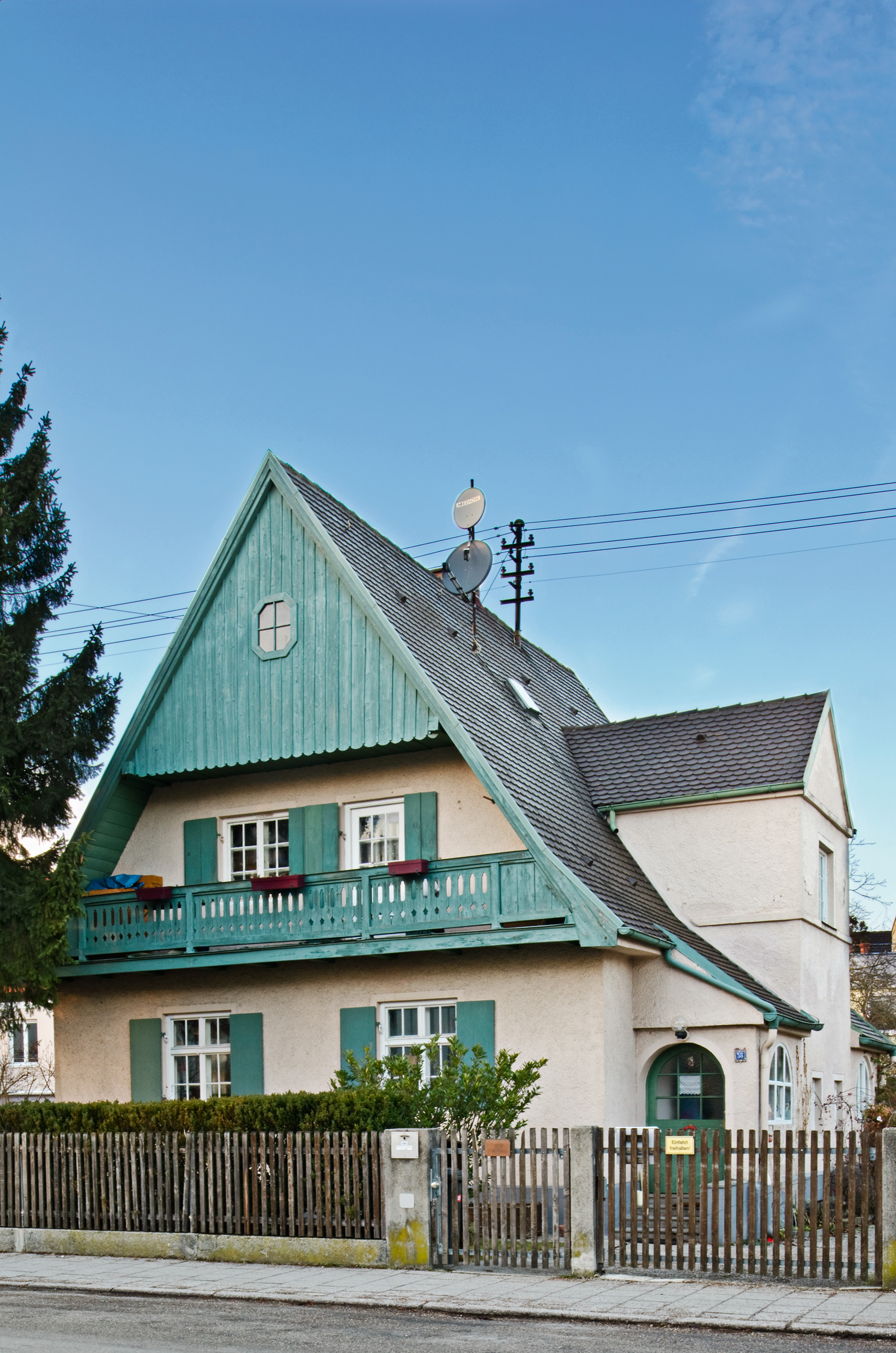
Pucher Straße 58 (1923)
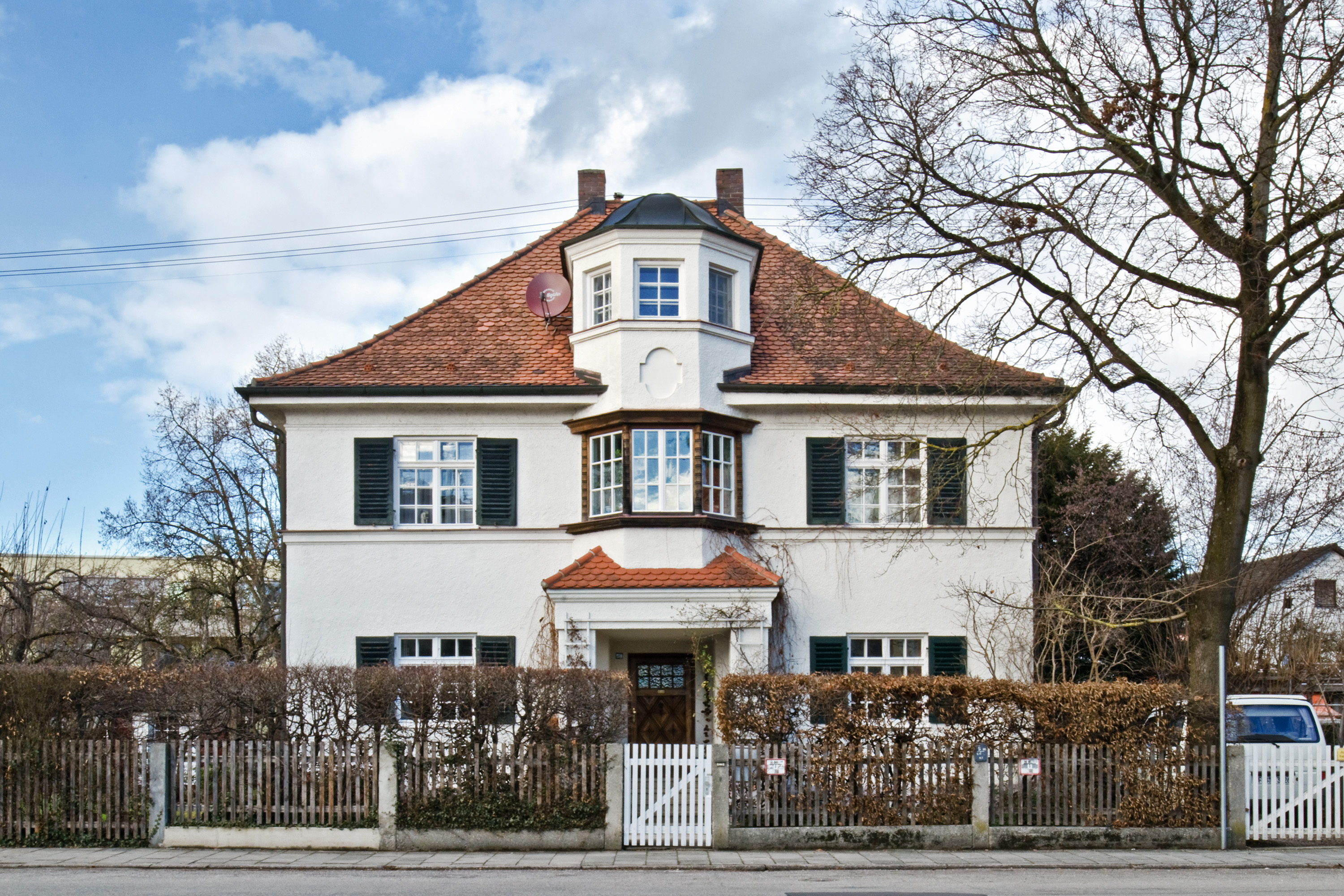
Pucher Straße 56 (1926)
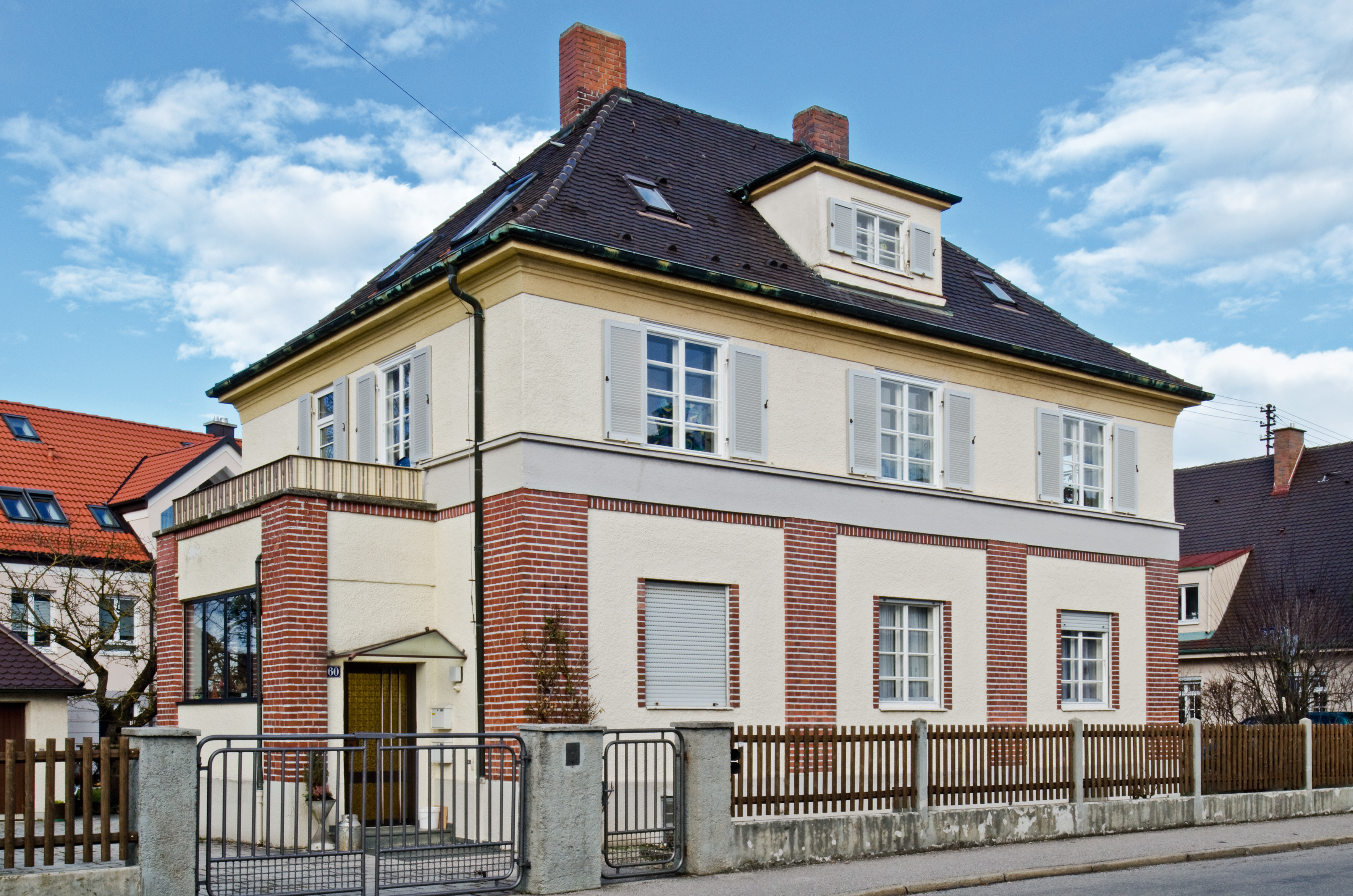
Pucher Straße 60 (1928)

Dachauer Straße:
- Hausnummer 63, Eugen von Ruckteschell (Maler), 1907
- Hausnummer 54, Johann Schmidinger (Oberregierungsrat a. D.), 1927
- Hausnummer 56, Dr. Hans Erich Blaich (Arzt und Schriftsteller, Künstlername Dr. Owlglass), 1931

Emmeringer Straße:
- Hausnummer 2, eigenes Wohnhaus, 1909
- Hausnummer 6, Anna von Wahl (Malerin), 1913
- Hausnummer 8, Anton Schmitt (Amtsgerichtsrat), 1934
- Hausnummer 53, Oberst Dietrich, 1913

Mühlanger:
- Hausnummer 4, genannt Falk-Villa, Anton Aumiller, 1923

Pucher Straße:
- Hausnummer 54, Geschwister Rauchenberger (Privatiere), 1912[6]
- Hausnummer 56, genannt „Landschreibervilla“, Hyazinth Buck (Hafnermeister), später bewohnt durch den Maler Max Landschreiber, 1926
- Hausnummer 58, Fridolin Gedon (Bildhauer), 1923
- Hausnummer 60, Andreas Stöckle (Krankenhausarzt), 1928

Geschosswohnungsbauten nach Volls Entwurf entstanden u. a. an der Landsberger Straße, Unfaltstraße, Schöngeisinger Straße, Puchermühlstraße und Fürstenfelder Straße.

### Gewerbebauten
- Maisacher Straße 7, Kino, genannt Lichtspielhaus, 1930[9]
- Pucher Straße 31, Bäckerei Drexler, 1929

### Öffentliche Gebäude
- Auf der Lände 7–11, städtischer Schlachthof mit Warmbad, fertiggestellt 1911[5]
- Philipp-Weiß-Straße 4, Turnhalle, genannt „Jahnhalle“, 1927[10]
- Klosterstraße 7, Freibad an der Amper, 1947

### Gaststätten

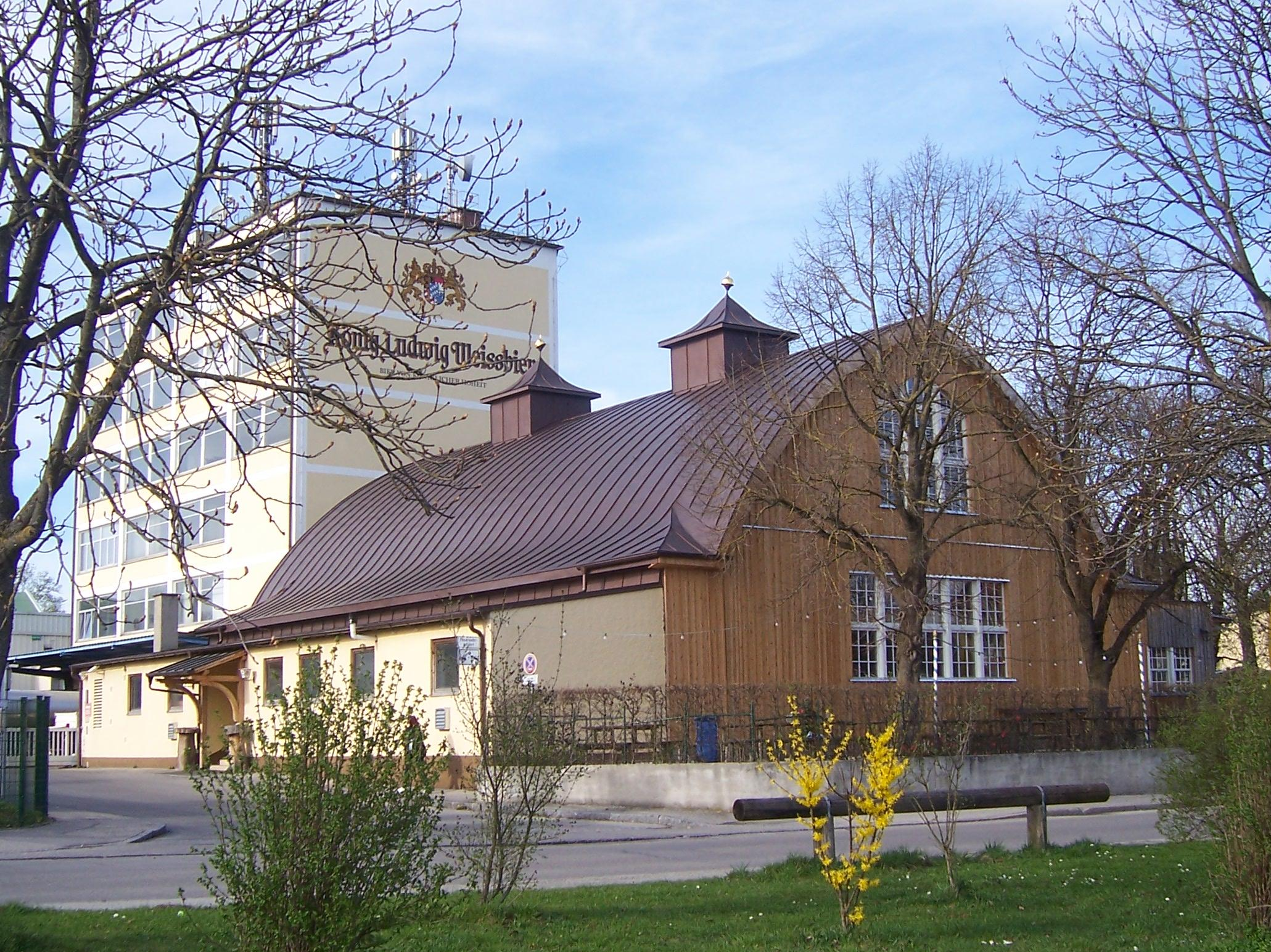
Marthabräuhalle

- Hauptstraße 15, Umbau der Weinstube Brameshuber, Brüder Brameshuber (Konditoren und Wachszieher), 1937
- Hauptstraße 7, Weinstube im Hotel Post, Familie Weiß (Hotelbesitzer), 1934
- Augsburger Straße 41, Marthabräuhalle, 1925[11]

### Schulgebäude
- Knabenschule Dießen, Gemeinde Dießen und St. Georgen, Dießen am Ammersee, fertiggestellt 1913[12]
- Schulweg 2, Umbau der städtischen Knabenschule, 1926
- Bismarckstraße, Kreislandwirtschaftsschule, 1950

### Sakralbauten
- Privatkapelle für Julie Mayr, 1936
- Kapelleneinbau für das Theresianum, 1947

Außerdem entstanden etliche Grundstücksabschlüsse, Nebengebäude, landwirtschaftliche Gebäude und Industriebauten (Transformatorenhäuschen, Kesselanlagen usw.).

## Ausstellungen
Im Mai 2015 wurde die Ausstellung „Adolf Voll – Architekt seiner Zeit“ im Haus 10 in Fürstenfeldbruck eröffnet, die erstmals über sein Leben und Werk informierte. Die Ausstellungsorganisation hatten Kadir Kara, Klaus Landschreiber, Hermann Ludwig, Susanne Poller und Aline Pronnet inne.